# Hrabstwo Bureau

Piramida wieku hrabstwa

Hrabstwo Bureau – hrabstwo w USA, w stanie Illinois, według spisu z 2000 roku liczba ludności wynosiła 35 503. Siedzibą hrabstwa jest Princeton.

## Geografia
Według spisu hrabstwo zajmuje powierzchnię 2262 km², z czego 2250 km² stanowią lądy, a 12 km² (0,54%) stanowią wody.

### Sąsiednie hrabstwa
- Hrabstwo Lee – północny wschód
- Hrabstwo Putnam – wschód
- Hrabstwo La Salle – wschód
- Hrabstwo Marshall – południowy wschód
- Hrabstwo Stark – południowy zachód
- Hrabstwo Henry – zachód
- Hrabstwo Whiteside – północny zachód

## Historia
Hrabstwo zostało utworzone 28 lutego 1837 roku, z hrabstwa Putnam. Zostało nazwane na cześć Pierre'a de Beuro.

## Demografia
Według spisu z 2000 roku hrabstwo zamieszkuje 35 503 osób, które tworzą 14 182 gospodarstw domowych oraz 9884 rodzin. Gęstość zaludnienia wynosi 16 osób/km². Na terenie hrabstwa jest 15 331 budynków mieszkalnych o częstości występowania wynoszącej 7 budynków/km². Hrabstwo zamieszkuje 96,79% ludności białej, 0,33% ludności czarnej, 0,17% rdzennych mieszkańców Ameryki, 0,51% Azjatów, 0,03% mieszkańców Pacyfiku, 1,28% ludności innej rasy oraz 0,88% ludności wywodzącej się z dwóch lub więcej ras, 4,88% ludności to Hiszpanie, Latynosi lub inni.
W hrabstwie znajduje się 14 182 gospodarstw domowych, w których 30,70% stanowią dzieci poniżej 18 roku życia mieszkający z rodzicami, 58,10% małżeństwa mieszkające wspólnie, 8,00% stanowią samotne matki oraz 30,30% to osoby nie posiadające rodziny. 27,00% wszystkich gospodarstw domowych składa się z jednej osoby oraz 14,00% żyję samotnie i ma powyżej 65 roku życia. Średnia wielkość gospodarstwa domowego wynosi 2,47 osoby, a rodziny wynosi 2,99 osoby.
Przedział wiekowy populacji hrabstwa kształtuje się następująco: 24,70% osób poniżej 18 roku życia, 7,40% pomiędzy 18 a 24 rokiem życia, 26,20% pomiędzy 25 a 44 rokiem życia, 23,80% pomiędzy 45 a 64 rokiem życia oraz 17,70% osób powyżej 65 roku życia. Średni wiek populacji wynosi 40 lat. Na każde 100 kobiet przypada 94,40 mężczyzn. Na każde 100 kobiet powyżej 18 roku życia przypada 91,50 mężczyzn.
Średni dochód dla gospodarstwa domowego wynosi 40 233 dolarów, a średni dochód dla rodziny wynosi 48 488 dolarów. Mężczyźni osiągają średni dochód w wysokości 35 690 dolarów, a kobiety 21 315 dolarów. Średni dochód na osobę w hrabstwie wynosi 19 542 dolarów. Około 5,40% rodzin oraz 7,30% ludności żyje poniżej minimum socjalnego, z tego 9,90% poniżej 18 roku życia oraz 6,00% powyżej 65 roku życia.

## Miasta
- Princeton
- Spring Valley

## Wioski
- Arlington
- Buda
- Bureau Junction
- Cherry
- Dalzell
- De Pue
- Dover
- Hollowayville
- La Moille
- Ladd
- Malden
- Manlius
- Mineral
- Neponset
- New Bedford
- Ohio
- Seatonville
- Sheffield
- Tiskilwa
- Walnut
- Wyanet